# Harriet Tubman
Harriet Tubman (født ca. marts 1822 i Dorchester County, Maryland, død 10. marts 1913 i Auburn, New York) også kendt som "Sorte Moses, "Bedstemor Moses" eller "Moses for sit folk," var en afro-amerikansk abolitionist. Efter at være flygtet fra slaveri arbejdede hun som bl.a. som tømmerhugger, sygeplejerske og kokkepige.

## Opvækst
Harriet Tubman var født i slaveri som Araminta. Hendes mormor, Modesty, fortalte hende, at hun stammede fra Ghana. Da hun var 5-6 år gammel begyndte hun at arbejde som tjenestepige. Hun passede blandt andet familiens baby, og hvis barnet vågnede i utide, fik Harriet pisk. Hun havde ar efter det hele livet. Hun begyndte at tage ekstra tøj på for at beskytte sig mod piskeslagene. Hun blev også slået i hovedet med en tung metalvægt; det udløste epilepsilignende anfald. Derefter led hun af tilbagevendende epilepsi og migræne. Som 12-årig blev hun sat til at arbejde i marken på en plantage, som hun stak af fra i 1849.

## Flugt
Harriets far blev frigivet, da han var 55 år gammel. I følge salgsaftalen skulle det være sket, da han var 45. Han fortsatte med at arbejde for den samme familie som skovhugger. Det fik Harriet til at undersøge salgsaftalerne på de øvrige slaver, heriblandt hendes mor. De skulle alle have været frigivet det år de fyldte 45, men det var ikke sket. Tubman var i 1844 blevet gift med John Tubman, en fri afro-amerikaner. Da hun blev gift, skiftede hun navn til Harriet, der også var hendes mors navn. Hun flygtede angiveligt af frygt for at blive videresolgt. Hun tog til Philadelphia, der havde forbudt slaveriet, en gåtur på cirka 145 kilometer, der tog hende knap to uger. Hun gik om natten og gemte sig i dagtimerne. Hun vendte tilbage året efter for at hjælpe sin søster og hendes to børn, samt deres bror og to andre mænd med at flygte.

## Befrielse af slaver
Over en årrække tog Harriet i alt 19 rejser til sydstaterne for at hjælpe slaver til flugt. Trods en dusør for hendes pågriben blev hun aldrig fanget, og hun menes at have hjulpet op mod 300 slaver ud af slaveriet. Hun var medstifter af The Underground Railroad, et netværk der i det skjulte gav slaver transport, husly og anden hjælp på vej ud af sydstaterne og slaveriet.
Hun havde arbejdet som både sygeplejerske og spion under den amerikanske borgerkrig.

## Efter borgerkrigen
Efter krigen deltog Harriet Tubman i arbejdet med at oprette skoler for tidligere slaver.

Hun kom på plejehjem i 1911, hvor hun døde af lungebetændelse i 1913.
 Hendes sidste ord var i følge Clintons biografi om hende "Jeg gør et værelse klar til jer."

## Hæder
I 2010 blev en asteroide opkaldt efter Harriet Tubman

I februar 2014 blev Tubman hyldet med en Google Doodle
TV-serien A woman called Moses fra 1978 handler om Harriet Tubmans liv og bedrifter og filmen The quest for freedom fra 1992 har også Harriet Tubman som hovedperson. Der kom i 2019 en ny film om Harriet Tubman som hovedperson som hedder Harriet.
Women on 20s, en bevægelse der arbejder for at få en kvindes portræt på 20-dollars-sedlerne, valgte i maj 2015 Tubman som deres kandidat.